# Внешняя политика Габона
Габон придерживается политики нейтралитета, всегда выступая за диалог в международных делах.
Начиная с 1973 года число стран, установивших дипломатические отношения с Габоном, удвоилось. В африканских делах Габон выступает за развитие путём постепенной эволюции и свободное предпринимательство, как систему, лучше всего способную обеспечить устойчивый экономический рост. Заинтересованный в стабильности в Центральной Африке, Габон был напрямую вовлечён в посреднические миссии в Чаде, Центрально-Африканской республике, Республике Конго, Анголе и бывшем Заире. В 1999 году, благодаря посредничеству президента Бонго, в Республике Конго было подписано соглашение между правительством и лидерами повстанческих группировок. Президент Бонго и в дальнейшем участвовал в конголезском мирном процессе. Вооружённые силы Габона играют важную роль в миротворческой миссии ООН в Центрально-Африканской республике.
Габон является членом ООН и входит в некоторые международные организации, включая Всемирный банк, Организацию Африканского Единства, Организацию Исламского сотрудничества, Движение неприсоединения, зону франка КФА, Международный уголовный суд. С 1975 года Габон также был членом ОПЕК, но вышел из организации в 1995 году.

## Двусторонние отношения
| Государство           | Установление отношений | Примечания |
| --------------------- | ---------------------- | --- |
| Ангола                |                        | - Ангола имеет посольство в Либревиле. - Габон содержит посольство в Луанде. |
| Армения               | 9 марта 1994 года      | |
| Бразилия              |                        | - Бразилия имеет посольство в Либревиле. - Габон содержит посольство в Бразилиа. |
| Канада                | 1963 год               | - Габон имеет посольство в Оттаве и первый посол направлен в Канаду в 1971 году. - Интересы Канады в Габоне представлены через посольство в Яунде (Камерун), а также имеется почётное консульство в Либревиле. |
| Китай                 |                        | Габонско-китайские отношения 20 апреля 1974 года государства установили дипломатические отношения. - Китай имеет посольство в Либревиле. - Габон содержит посольство в Пекине. |
| Экваториальная Гвинея |                        | Отношения Габона и Экваториальной Гвинеи Габон вовлечён в территориальный спор по морской границе с Экваториальной Гвинеей по поводу принадлежности нескольких островов в заливе Кориско. - Экваториальная Гвинея имеет посольство в Либревиле. - Габон содержит посольство в Малабо. |
| Франция               |                        | Габонско-французские отношения С момента обретения независимости Габон считается одним из ближайших союзников Франции в Африке. В 2008 году около 10 000 граждан Франции жили или работали в Габоне, а также 6-й батальной морской пехоты базировался в этой стране. - Франция имеет посольство в Либревиле и генеральное консульство в Порт-Жантиле. - Габон содержит посольство в Париже. |
| Грузия                | 19 сентября 2011 года  | Габонско-грузинские отношения |
| Индия                 |                        | Габонско-индийские отношения - Индия имеет почётное консульство в Либревиле. - Габон содержит посольство в Нью-Дели. |
| Косово                | 5 марта 2014 года      | Государства установили дипломатические отношения в марте 2014 года. Габон и Республика Косово поддерживают близкие и дружественные отношения. |
| Мексика               | март 1976 года         | Габонско-мексиканские отношения - Интересы Габона в Мексике представлены через посольство в Вашингтоне (США). - Интересы Мексики в Габоне представлены через посольство в Абудже (Нигерия). |
| Нигерия               |                        | - Габон имеет посольство в Абудже. - Нигерия содержит посольство в Либревиле. |
| Сент-Китс и Невис     | январь 2018 года       | В январе 2018 года государства установили дипломатические отношения. |
| ЮАР                   |                        | - Габон имеет посольство в Претории. - ЮАР содержит посольство в Либревиле. |
| Республика Корея      | ноябрь 1980 года       | - Габон имеет посольство в Сеуле. - Республика Корея содержит посольство в Либревиле. |
| Камерун               |                        | Габонско-камерунские отношения - Габон имеет посольство в Яунде. - Камерун содержит посольство в Либревиле. |
| Республика Конго      |                        | Отношения Габона и Республики Конго - Габон имеет посольство в Браззавиле. - Республика Конго содержит посольство в Либревиле. |
| Испания               |                        | Габонско-испанские отношения - Габон имеет посольство в Мадриде. - Испания содержит посольство в Либревиле. |
| Турция                | 1960 год               | Габонско-турецкие отношения - Габон имеет посольство в Анкаре. - Турция содержит посольство в Либревиле. - Объём товарооборота между странами составил сумму в 38,9 млн долларов США в 2018 году. |
| США                   |                        | Американо-габонские отношения Между государствами сложились отличные отношения. В 1987 году президент Габона Омар Бонго посетил Вашингтон с официальным визитом. В сентябре 2002 года государственный секретарь США Колин Пауэлл нанес краткий, но исторический визит в Габон, чтобы обсудить вопросы защиты окружающей среды в регионе Центральной Африки. За этим последовал визит в Белый дом президента Омара Бонго в мае 2004 года. Соединённые Штаты импортируют значительную часть габонской сырой нефти и марганца и экспортируют тяжелое строительное оборудование, самолеты и машинное оборудование в Габон. В рамках программы международного военного образования и подготовки Соединённые Штаты ежегодно проводят военную подготовку военнослужащих габонских вооруженных сил. Другая помощь включает предоставление небольших грантов для квалифицированной демократии и прав человека, самопомощи и проектов по сохранению культурного наследия. Частный капитал США привлекался в Габон ещё до обретения независимости. - Габон имеет посольство в Вашингтоне. - США содержит посольство в Либревиле. |